# Just Like Heaven (chanson)
Pour les articles homonymes, voir Just Like Heaven.
Singles de The Cure
Catch
(1987) Hot Hot Hot!!!
(1988)
Clip vidéo
[vidéo] « Just Like Heaven », sur YouTube
Pistes de Kiss Me, Kiss Me, Kiss Me
Hey You!!! All I Want
Just Like Heaven est une chanson du groupe de rock britannique The Cure figurant sur l'album Kiss Me, Kiss Me, Kiss Me et extraite en single le 5 octobre 1987.
C'est une des chansons phares du groupe, très souvent jouée sur scène et dont les qualités de chanson pop rock ont été saluées par la presse spécialisée,.
Dans une version instrumentale, elle a servi de générique à l'émission de télévision française Les Enfants du rock.
Grâce à ce single, le groupe se classe pour la première fois dans les 40 premières places du Billboard Hot 100 américain.

## Histoire de la chanson
En mars 1986, The Cure a commencé à travailler sur de nouvelles compositions. Parmi celles ci, une démo avec pour titre de travail Shivers deviendra Just Like Heaven. En août 1986, le groupe s'installe dans le studio Miraval à Correns dans le sud de la France pour l'enregistrement du prochain album, Kiss Me, Kiss Me, Kiss Me.
Pour répondre à la demande des producteurs de l'émission de télévision française Les Enfants du rock qui souhaitent un nouveau générique, Robert Smith offre une courte version instrumentale de Just Like Heaven que les téléspectateurs découvrent dès la rentrée 1986,.
Robert Smith a révélé que les paroles qu'il a écrites évoquent en partie un moment passé avec Mary Poole, sa future épouse, à Beachy Head sur la côte sud de l'Angleterre,,. Le début du premier couplet (« Show me, show me, show me how you do that trick ») vient du souvenir des tours de magie qu'il faisait pendant son enfance, associé à une idée de séduction,. 
D'après Robert Smith, Just Like Heaven est la meilleure chanson pop que The Cure ait jamais faite (« The best pop song the Cure has ever done »).
Elle fait partie des chansons les plus souvent jouées en concert par le groupe.
La chanson est composée dans la tonalité de la majeur et consiste en une progression d'accords la-mi-si mineur-ré (A–E–Bm–D) qui se répète tout au long du morceau, sauf pendant le refrain où le groupe joue une progression de fa♯ mineur-sol-ré (F♯m–G–D).
En 2006, Just Like Heaven a été choisie comme réveille-matin (wakeup call) pour l'astronaute Piers Sellers lors de la mission STS-121 à bord de la navette spatiale Discovery,.

## Contenu des supports
Just Like Heaven est sortie en single dans une version remixée par Bob Clearmountain.
La face B du 45 tours est occupée par le titre inédit Snow In Summer. Un autre inédit apparaît sur le maxi 45 tours, Sugar Girl.
Les pressages français et nord-américains proposent en face B deux chansons différentes, Breathe et A Chain of Flowers, déjà présentes en face B du précédent single, Catch.
Un CD vidéo sort aux États-Unis en 1988 présentant le clip de Just Like Heaven accompagné de trois chansons issues de l'album Kiss Me, Kiss Me, Kiss Me en pistes audio.
- 45 tours

1. Just Like Heaven (remix) - 3:17
2. Snow in Summer - 3:26

- 45 tours (France, Canada, États-Unis)

1. Just Like Heaven (remix) - 3:17
2. Breathe - 4:47

- Maxi 45 tours et CD maxi

1. Just Like Heaven (remix) - 3:29
2. Snow in Summer - 3:26
3. Sugar Girl - 3:14

- Maxi 45 tours (France, Canada, États-Unis (également en cassette single))

1. Just Like Heaven (remix) - 3:29
2. Breathe - 4:47
3. A Chain of Flowers - 4:55

- CD vidéo (États-Unis, 1988)

1. Just Like Heaven (clip vidéo) - 3:30
2. Catch (LP version) - 2:45
3. Hot Hot Hot!!! (LP version) - 3:33
4. Why Can't I Be You? (Remix) - 8:06

## Clip vidéo
Le clip vidéo, réalisé par Tim Pope, montre les membres du groupe (alors au nombre de six, c'est le premier clip où apparaît Roger O'Donnell) habillés de noir en train de jouer la chanson au sommet d'une falaise. Pendant le pont instrumental, la séquence est filmée de nuit, le groupe est habillé de blanc et Robert Smith danse avec une femme également vêtue de blanc qui finit par disparaître comme un fantôme. Il s'agit de Mary Poole, la compagne (et future épouse) du chanteur. Les plans montrant le groupe ont été filmés aux Pinewood Studios près de Londres, y sont intercalées des prises de vues effectuées lors du tournage d'une précédente vidéo (Close to Me) à Beachy Head, où est censé se dérouler le clip conformément à l'une des sources d'inspiration de la chanson,,.

## Classements dans les médias
Just Like Heaven figure dans plusieurs classements établis par la presse.
Elle apparaît au 488e rang des 500 plus grandes chansons de tous les temps du magazine Rolling Stone.
Pour Entertainment Weekly, elle fait partie des 25 meilleures chansons d'amour (25 Best Love Songs Ever).
En 2019, les critiques du magazine américain Billboard la placent numéro 1 des 40 meilleures chansons de The Cure.
La chanson est dans les dix meilleures du groupe pour The Guardian et le New Musical Express,. 
Elle est citée dans l'ouvrage de référence de Robert Dimery Les 1001 chansons qu'il faut avoir écoutées dans sa vie.

## Classements hebdomadaires
| Classement (1987)              | Meilleure position |
| ------------------------------ | ------------------ |
| Australie (Kent Music Report)  | 89                 |
| Espagne (AFYVE)                | 25                 |
| États-Unis (Billboard Hot 100) | 40                 |
| France (SNEP)                  | 33                 |
| Irlande (Irish Singles Chart)  | 15                 |
| Nouvelle-Zélande (RMNZ)        | 31                 |
| Pays-Bas (Single Top 100)      | 82                 |
| Royaume-Uni (UK Singles Chart) | 29                 |

## Certifications
| Pays                    | Certification | Date       | Unités certifiées |
| ----------------------- | ------------- | ---------- | ----------------- |
| Espagne (Promusicae)    | Or            | 01/2024    | 30 000            |
| Italie (FIMI)           | Or            | 12/2024    | 50 000            |
| Nouvelle-Zélande (RMNZ) | Platine       | 13/04/2023 | 30 000            |
| Royaume-Uni (BPI)       | Platine       | 15/09/2023 | 600 000           |

## Reprises
Just Like Heaven a fait l'objet de plusieurs reprises, notamment de la part du groupe Dinosaur Jr. en 1989, que Robert Smith dit apprécier particulièrement, du groupe AFI en 2004 lors d'une émission télé spéciale MTV Icon consacrée à The Cure, ou de la chanteuse Katie Melua en 2005. La version de Katie Melua fait partie, avec celle de The Cure, de la bande originale de l'adaptation au cinéma du roman de Marc Lévy réalisée par Mark Waters, Et si c'était vrai..., dont le titre original américain est Just Like Heaven.
La version de Dinosaur Jr. s'est classée 78e en mai 1989 dans les charts britanniques.
À l'occasion du Record Store Day en avril 2014, est sorti un 45 tours en vinyle blanc regroupant les versions de The Cure et de Dinosaur Jr.
La reprise de Katie Melua est sortie en décembre 2005 sur un single double face A partagé avec I Cried for You. Les deux chansons sont extraites de l'album Piece by Piece. Le single se classe au Royaume-Uni (35e), aux Pays-Bas (32e) et en Belgique (50e),,.  